# Peter Falk

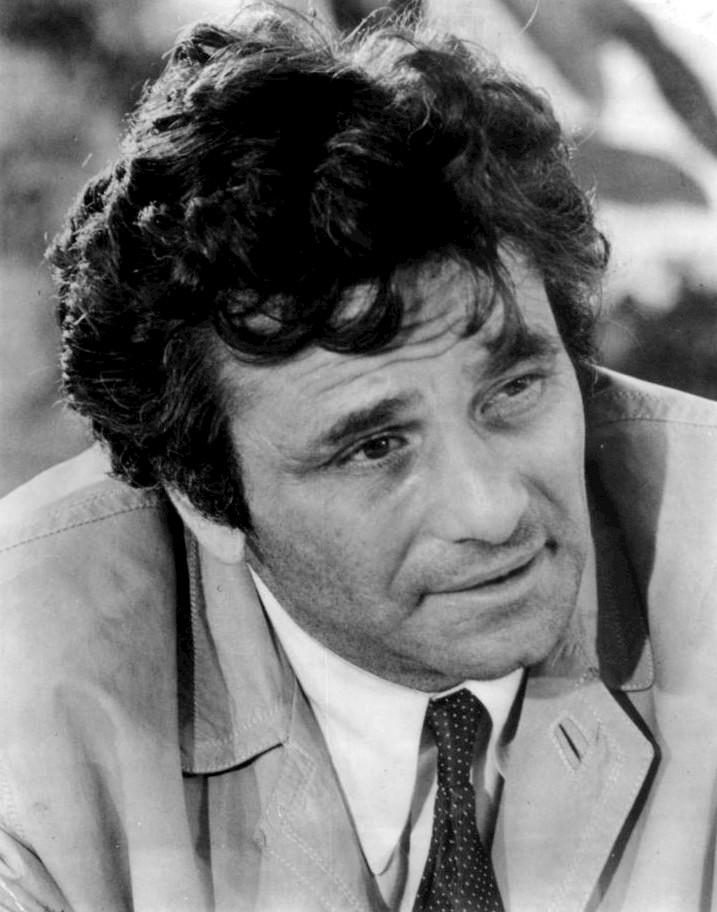
Falk als rechercheur Columbo

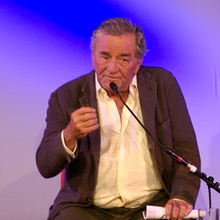
Falk in 2007

Peter Michael Falk (New York, 16 september 1927 – Beverly Hills, 23 juni 2011), zoon van een Pools-Hongaars-Tsjechische vader en een Russische moeder, was een Amerikaans acteur, vooral bekend door zijn vertolking van inspecteur Columbo in de gelijknamige detectiveserie.

## Biografie
Aan het eind van de Tweede Wereldoorlog werkte Falk als kok op een koopvaardijschip. Na de oorlog ging hij verder studeren, waarna hij op kantoor ging werken. In 1955 maakte hij zijn debuut als acteur. In de jaren zestig speelde hij in verschillende films, onder andere tegenover Rat Pack-leden in de film Robin and the 7 Hoods. Oscarnominaties verwierf hij voor zijn rollen in de films Murder, Inc. en Pocketful of Miracles. Als gastacteur was Falk in uiteenlopende televisieseries te zien.
Als de sjofele, altijd in morsige regenjas gestoken en op het oog traag van verstand zijnde rechercheur Columbo trad Falk voor het eerst op in 1968. Columbo-kijkers weten altijd al vanaf de eerste minuten van elke aflevering wie de moordenaar is. Columbo lost zijn moordzaken op door aandacht te besteden aan kleine inconsistenties in het verhaal van de verdachte en door de dader net zo lang te blijven achtervolgen totdat deze bekent. Vooral de verhoortechniek van Columbo werd legendarisch: aan het eind van een gesprek loopt Columbo weg om plotseling terug te komen: "Oh, just one more thing", of "Oh, I almost forgot", waarna de verdachte op een inconsistentie wordt gewezen. De intrigerende blik die Columbo op dergelijke momenten op zijn slachtoffers wierp was deels te danken aan zijn (rechter) kunstoog, een prothese die nodig werd nadat Falk op driejarige leeftijd zijn rechteroog verloor ten gevolge van een tumor.
Peter Falk bleef zijn rol als Columbo ruim 35 jaar trouw en kreeg er gedurende die tijd vier Emmy Awards en een Golden Globe voor. De episode Blueprint for Murder uit het eerste seizoen werd door Peter Falk zelf geregisseerd. In 1977 trouwde Falk met de actrice Shera Danese, die speelt in de afleveringen Fade into Murder (met William Shatner) en Murder under Glass (regie Jonathan Demme).
Aan het eind van de jaren tachtig kwam de serie Columbo terug met een nieuwe reeks, waarvan Falk regelmatig zelf afleveringen produceerde. Voor een daarvan, It's all in the Game uit 1993, schreef hij bovendien ook het scenario. In totaal werden 69 afleveringen gemaakt, waarvan de laatste eind 2003 voor het eerst werd uitgezonden.
Tijdens en na zijn werk aan Columbo speelde Falk ook in bioscoopfilms en andere televisieseries. Zo was hij de tegenspeler van Ann-Margret in de film The Cheap Detective, de grootvader in The Princess Bride, leende hij zijn stem aan Don Feinberg in Shark Tale en was hij onder meer te zien in de videoclip van Ghostbusters. Verder speelde hij de rol van Sam Diamond in de komedie Murder by Death en was hij te zien in The Great Muppet Caper. Samen met Alan Arkin was hij te zien in de originele versie van The In-Laws, waar later een remake van is gemaakt.
Op 12 december 2008 verzocht Falks dochter Catherine de rechtbank in Los Angeles om haar vader onder curatele te stellen. Zij voerde aan dat hij alzheimerpatiënt was en dat zijn dementie hem vatbaar maakte voor misbruik door oplichters en bedriegers. Bovendien zou hij voortdurend zorg nodig hebben als gevolg van een recente heupoperatie.
Op 24 juni 2011 maakte Falks naaste familie in een schriftelijke verklaring aan de pers bekend dat de acteur de avond tevoren (23 juni) "vredig" gestorven was, thuis in Beverly Hills. Falk is 83 jaar geworden. De doodsoorzaak was een hartstilstand, met de ziekte van Alzheimer en een longontsteking als onderliggende oorzaken. Falk ligt begraven in Westwood Village Memorial Park Cemetery. De tekst op zijn grafsteen luidt: 'Ik ben niet hier. Ik ben thuis bij Shera.'
Op 25 juli 2013 kreeg Falk postuum een ster op de Hollywood Walk of Fame.

## Filmografie
- Studio One Televisieserie – Carmens assistent (Afl., ‘’The Mother Bit’’, 1957)
- Robert Montgomery Presents Televisieserie – Rol onbekend (Afl., ‘’Return Vist’’, 1957)
- Studio One Televisieserie – Jack (Afl., ‘’Rudy’’, 1957)
- Armstrong Circle Theatre Televisieserie – Petar Porovic (Afl., ‘’The New Class’’, 1958)
- Naked City Televisieserie – Rol onbekend (Afl., ‘’Lady Bug, Lady Bug’’, 1958)
- Kraft Television Theatre Televisieserie – Izzy (Afl., ‘’Night Cry’’, 1958)
- Wind Across the Everglades (1958) – Schrijver
- The Bloody Brood (1959) – Nico
- Play of the Week Televisieserie – Mestizo (Afl., ‘’The Power and the Glory’’, 1959)
- New York Confidential Televisieserie – Pete (Afl., ‘’The Girl from Nowhere’’, 1959)
- Decoy Televisieserie - Fred Dana (Afl., ‘’The Come Back’’, 1959)
- Pretty Boy Floyd (1960) – Shorty Walters
- Play of the Week Televisieserie – Rol onbekend (Afl., ‘’The Emperor’s Clothes’’, 1960)
- Naked City Televisieserie – Gimpy (Afl., ‘’A Death of Princes’’, 1960, niet op aftiteling)
- Murder, Inc. (1960) – Abe ‘Kid Twist’ Reles
- The Islanders Televisieserie – Hooker (Afl., ‘’Hostage Island’’, 1960)
- Have Gun – Will Travel Televisieserie – Waller (Afl., ‘’The Poker Fiend’’, 1960)
- The Untouchables Televisieserie – Duke Mullen (Afl., ‘’The Underworld Bank’’, 1960)
- The Secret of the Purple Reef (1960) – Tom Weber
- The Witness Televisieserie – Abe ‘Kid Twist’ Reles (Afl., ‘’Kid Twist’’, 1960)
- The Aquanauts Televisieserie – Jeremiah Wilson (Afl., ‘’The Jeremiah Adventure’’, 1961)
- Naked City Televisieserie – Lee Staunton (Afl., ‘’A Very Cautious Boy’’, 1961)
- The Law and Mr. Jones Televisieserie – Sydney Jarmon (Afl., ‘’Cold Turkey’’, 1961)
- The Aquanauts Televisieserie – Angel (Afl., ‘’The Double Adventure’’, 1961)
- Cry Vengenace! (Televisiefilm, 1961) – Priester
- The Million Dollar Incident (Televisiefilm, 1961) – Sammy
- Alfred Hitchcock Presents Televisieserie – Meyer Fine (Afl., ‘’Gratitude’’, 1961)
- The Barbara Stanwyck Show Televisieserie – Joe (Afl., ‘’The Assassin’’, 1961)
- Target: The Corruptors Televisieserie – Nick Longo (Afl., ‘’The Million Dollar Dump’’, 1961)
- The Untouchables Televisieserie – Nate Selko (Afl., ‘’The Troubleshooter’’, 1961)
- The Twilight Zone Televisieserie – Ramos Clemente (Afl., ‘’The Mirror’’, 1961)
- Pocketful of Miracles (1961) – Joy Boy
- The Dick Powell Show Televisieserie – Dimitre Fresco (Afl., ‘’The Price of Tomatoes’’, 1962)
- The DuPont Show of the Week Televisieserie – Collucci (Afl., ‘’A Sound of Hunting’’, 1962)
- 87th Precinct Televisieserie – Greg Brovane (Afl., ‘’The Pigeon’’, 1962)
- Naked City Televisieserie – Frank (Afl., ‘’Lament for a Dead Indian’’, 1962)
- The Dick Powell Show Televisieserie – Dr. Alan Keegan (Afl., ‘’The Doomsday Boys’’, 1962)
- Pressure Point (1962) – Jonge psycholoog
- The Alfred Hitchcock Hour Televisieserie – Robert Evans (Afl., ‘’Bonfire’’, 1962)
- The Dick Powell Show Televisieserie – Martin (Afl., ‘’The Rage of Silence’’, 1963)
- The Balcony (1963) – Politiechef
- Dr. Kildare Televisieserie – Matt Gunderson (Afl., ‘’The Balance and the Crucible’’, 1963)
- Bob Hope Presents the Chrysler Theatre Televisieserie – Bert Graumann (Afl., ‘’Four Kings’’, 1963)
- Wagon Train Televisieserie – Gus Morgan (Afl., ‘’The Gus Morgan Story’’, 1963)
- It's a Mad, Mad, Mad, Mad World (1963) – Derde taxichauffeur
- Robin and the 7 Hoods (1964) – Guy Gisborne
- Ben Casey Televisieserie – Dr. Jimmy Reynolds (Afl., ‘’For Jimmy, the Best of Everything’’, 1964)
- Ambassador at Large (Televisiefilm, 1964) – Danilo Diaz
- The DuPont Show of the Week Televisieserie – Danilo Diaz (Afl., ‘’Ambassador at Large’’, 1964)
- Ben Casey Televisieserie – Rol onbekend (Afl., ‘’Courage at 3:00 A.M.’’, 1964)
- Attack and Retreat (1965) – Kapitein (Medicus)
- Bob Hope Presents the Chrysler Theatre Televisieserie – Bara (Afl., ‘’Perilous Times’’, 1965)
- The Great Race (1965) – Max
- Too Many Thieves (1966) – Danny
- The Trials of O’Brien Televisieserie – Daniel O’Brien (22 afl., 1965-1966)
- Brigadoon (Televisiefilm, 1966) – Jeff Douglas
- Bob Hope Presents the Chrysler Theatre Televisieserie – Mike Galway (Afl., ‘’Dear Deductible’’, 1966)
- Penelope (1966) – Luitenant Horatio Bixbee
- Luv (1967) – Milt Manville
- A Hatful of Rain (Televisiefilm, 1968) – Polo Pope
- Anzio (1968) - Korporaal Jack Rabinoff
- Machine Gun McCain (1968) – Charlie Adamo
- Castle Keep (1969) – Sgt. Rossi
- Operation Snafu (1970) – Peter Pawney
- Husbands (1970) – Archie Black
- The Name of the Game Televisieserie – Lewis Corbett (Afl., ‘’A Sister from Napoli’’, 1971)
- A Step Out of Line (Televisiefilm, 1971) – Harry Connors
- A Woman Under the Influence (1974) – Nick Longhetti
- Griffin and Phoenix: A Love Story (Televisiefilm, 1976) – Geoffrey Griffin
- Murder by Death (1976) – Sam Diamond
- Mickey and Nicky (1976) – Mikey
- The Cheap Detective (1978) – Lou Peckinpaugh
- The Brink’s Job (1978) – Tony Pino
- The In-Laws (1979) – Vincent J. Ricardo
- The Great Muppet Caper (1981) – Zwerver (Niet op aftiteling)
- ...All the Marbles (1981) – Harry Sears
- Big Trouble (1986) – Steve Rickey
- Der Himmel über Berlin (1987) – De filmster
- Happy New Year (1987) – Nick
- The Princess Bride (1987) – De grootvader/Verteller
- Vibes (1988) – Harry Buscafusco
- Cookie (1989) – Dominick ‘Dino’ Capisco
- In the Spirit (1990) – Roger Flan
- Tune in Tomorrow… (1990) – Pedro Carmichael
- Cops n Roberts (1995) – Salvatore Santini
- Roommates (1995) – Rocky Holzcek
- The Sunshine Boys (Televisiefilm, 1996) – Willie Clark
- Pronto (Televisiefilm, 1997) – Harry Arno (Henri Arnaud)
- Vig (Video, 1998) – Vinnie
- From Where I Sit (Televisiefilm, 2000) – Abe
- A Storm in Summer (Televisiefilm, 2000) – Abel Shaddick
- Lakeboat (2000) – The Pierman
- Enemies of Laughter (2000) – Paul’s vader
- Hubert’s Brain (2001) – Bailey (Stem)
- Made (2001) – Max
- Corky Romano (2001) – Francis A. ‘Pops’ Romano
- A Town Without Christmas (Televisiefilm, 2001) – Max
- The Lost World (Televisiefilm, 2001) – Dominee Theo Kerr
- Undisputed (2002) – Mendy Ripstein
- Columbo Televisieserie – Lt. Columbo (69 afl., 1968-2003)
- Three Days of Rain (2003) – Waldo
- Wilder Days (Televisiefilm, 2003) – James ‘Pop Up’ Morse
- Finding John Christmas (Televisiefilm, 2003) – Max
- Shark Tale (2004) – Don Feinberg (Stem)
- When Angels Come to Town (Televisiefilm, 2004) – Max
- Checking Out (2005) – Morris Applebaum
- The Thing About My Folks (2005) – Sam Kleinman
- Three Days to Vegas (2007) – Gus Fitzgerald
- Next (2007) – Irv
- American Cowslip (2009) – Father Randolph

- Biblioteca Nacional de España: XX1305850
- Bibliothèque nationale de France: cb138937710 (data)
- Catàleg d'autoritats de noms i títols de Catalunya: 981058510080106706
- Gemeinsame Normdatei: 132870207
- International Standard Name Identifier: 0000 0000 7823 8642
- Library of Congress Control Number: n85199266
- Nationale Bibliotheek van Letland: 000334528
- MusicBrainz: 9125dc93-7e2e-4e4c-bca7-8bc5172cf892
- Bibliotheek van het Japanse parlement: 01215470
- Nationale Bibliotheek van Tsjechië: ola2003162763
- Nationale bibliotheek van Australië: 36033947
- Nationale Bibliotheek van Israël: 987007325283405171
- Nationale Bibliotheek van Polen: a0000001284815
- Nederlandse Thesaurus van Auteursnamen: 073345253
- Réseau des bibliothèques de Suisse occidentale: 02-A012527857
- Istituto Centrale per il Catalogo Unico: RAVV089681
- SNAC: w61561jq
- Système universitaire de documentation: 061053996
- Trove: 1194694
- Virtual International Authority File: 84977623
- WorldCat: E39PBJtRQvb8xfDwtC4TKjpkjC